# Renata Lapčíková
Renata Lapčíková – czeska brydżystka.

## Wyniki brydżowe

### Zawody światowe
W światowych zawodach zdobyła następujące lokaty:
| Mistrzostwa Świata. Konkurencja teamów | Mistrzostwa Świata. Konkurencja teamów | Mistrzostwa Świata. Konkurencja teamów     | Mistrzostwa Świata. Konkurencja teamów | Mistrzostwa Świata. Konkurencja teamów | Mistrzostwa Świata. Konkurencja teamów |
| Rok                                    | Miejsce                                | Zawody                                     | Kategoria                              | Drużyna                                | Pozycja                                |
| -------------------------------------- | -------------------------------------- | ------------------------------------------ | -------------------------------------- | -------------------------------------- | -------------------------------------- |
| 2014                                   | Abacja                                 | 7. Akademickie Brydżowe Mistrzostwa Świata | Open                                   | Czech Republic 2                       | 14                                     |

## Klasyfikacja
- Renata Lapčíková – klasyfikacja WBF (ang.)
- Renata Lapčíková – klasyfikacja EBL (ang.)